# Auguste Chabrières
Pour les articles homonymes, voir Chabrières.
Auguste Chabrières, né le 8 avril 1854 à Oullins et mort à Neuilly-sur-Seine le 10 juin 1904, est un industriel et négociant en soieries français.

## Biographie
Auguste Chabrières est président de l'union des chambres syndicales lyonnaises, président de la chambre syndicale des marchands de soie, administrateur de la compagnie des chemins de fer de Paris à Lyon et à la Méditerranée, président de l'omnium lyonnais de chemins de fer et tramways, administrateur des hospices civils de Lyon, administrateur de la caisse d'épargne, administrateur de la compagnie d'assurance maritime, membre du conseil d'administration de l'office national du commerce extérieur, consul d'Autriche-Hongrie.

## Distinctions
Auguste Chabrières est fait chevalier de la Légion d'honneur le 2 avril 1894 et promu officier le 14 août 1900. Il est également membre de l’ordre des Saints-Maurice-et-Lazare.
Une rue du 15e arrondissement de Paris porte son nom.